# Omoptera
Omoptera là một chi bướm đêm thuộc họ Erebidae.